# Второе отречение Наполеона

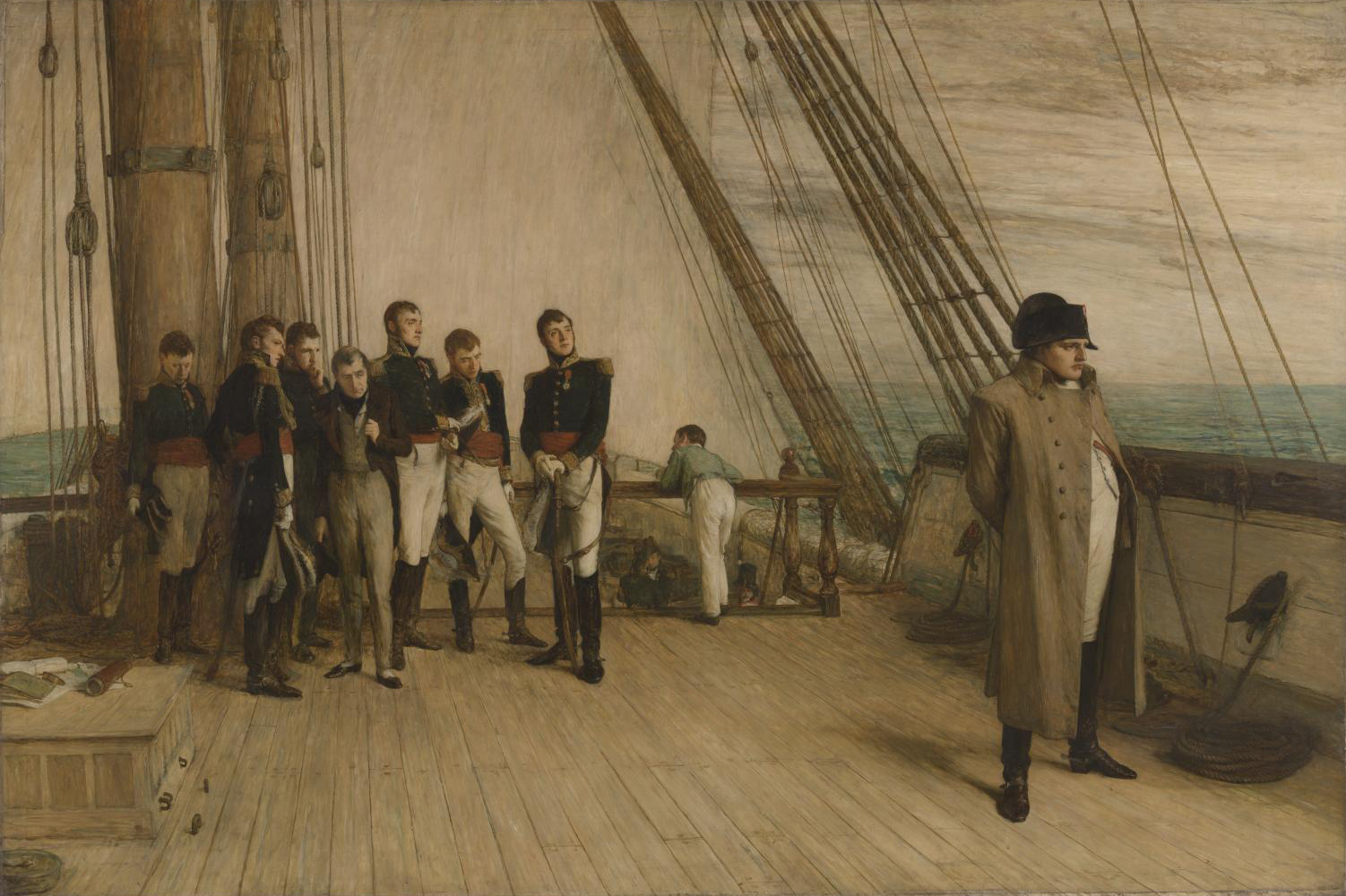
Наполеон на борту «Беллерофона». Орчардсон, 1880. Сэр Уильям Куиллер Орчардсон изображает утро 23 июля 1815 года, когда Наполеон наблюдал за уходящим за горизонт берегом Франции

Второе отречение Наполеона в пользу своего малолетнего сына Наполеона Франсуа произошло 22 июня 1815 года, после поражения при Ватерлоо. 24 июня Временное правительство провозгласило о свершившемся французской нации и всему миру.
После разгрома вместо того, чтобы остаться на поле битвы со своей разбитой армией, Наполеон вернулся в Париж в надежде сохранить политическую поддержку своей позиции как императора французов. Обеспечив такую поддержку, он надеялся продолжить войну. Но вместо поддержки члены обеих палат создали Временное правительство и потребовали, чтобы Наполеон отрёкся от престола. Наполеон задумывался о государственном перевороте, аналогичном перевороту 18 брюмера, но не решился на него. 25 июня Наполеон покинул Париж в последний раз и, проведя ночь во дворце Мальмезон, отправился на побережье в надежде бежать в Соединённые Штаты Америки. Тем временем Временное правительство свергло его сына и попыталось договориться об условной капитуляции с силами коалиции. Им не удалось добиться каких-либо значительных уступок от коалиции, которая настаивала на военной капитуляции и восстановлении Людовика XVIII. Наполеон, понимая, что ему не уйти от королевского флота, сдался капитану Мейтленду, оставшись под его защитой на борту HMS Bellerophon. Британское правительство отказалось позволить Наполеону ступить на берег Англии и организовало его изгнание на отдалённый южноатлантический остров Святой Елены, где он умер в 1821 году.

## Возвращение в Париж
После поражения при Ватерлоо восторг французского народа, охвативший его с момента возвращения Наполеона из изгнания, быстро рассеялся, и им пришлось столкнуться с реальностью в виде нескольких армий Коалиции, продвигающихся во Францию вплоть до ворот Парижа.
Полевые командиры уговаривали его остаться и продолжать командовать на поле битвы, но Наполеон решил, что, если он так поступит, войска в его тылу могут сдаться коалиции, что сведёт на нет любые его успехи на поле. Наполеон прибыл в Париж только через два часа после того, как новость о его поражении в Ватерлоо достигла столицы. Его прибытие временно заставило тех, кто сговорился против него, затаиться.
Возвращение Наполеона в Париж, возможно, было политической ошибкой, потому что некоторые рассматривали его как дезертирство и даже как акт трусости. Если бы он остался на поле битвы, нация могла бы сплотиться, и Временному правительству, возможно, не удалось бы заставить его отречься.

## Обсуждение в кабинете министров
Наполеон немедленно созвал кабинет министров. Он откровенно объяснил своим министрам критическое положение дел; но в то же время, с его обычной уверенностью в своих силах, заявил об убеждённости в том, что если народ будет призван к массовому восстанию, последует уничтожение врага; но если бы вместо того, чтобы вводить новые налоги и принимать чрезвычайные меры, палаты начнут дискуссии и станут тратить своё время на споры, всё будет потеряно. «Теперь, когда враг находится во Франции», добавил он, «необходимо, чтобы я был наделён чрезвычайной властью, властью временной диктатуры. Для безопасности страны я мог бы взять эту власть сам; но было бы лучше и более народно, чтобы мне её вручили палаты».
Министры были слишком хорошо знакомы с общими взглядами и позицией Палаты представителей, чтобы прямо одобрить этот шаг; но Наполеон, понимая их колебания, призвал их высказать своё мнение о мерах общественной безопасности, необходимых при данных обстоятельствах. Лазар, граф Карно, министр внутренних дел, считал необходимым, чтобы было объявлено, что страна в опасности; федераты и Национальная гвардия должны быть призваны к оружию; Париж должен быть готов к осаде, и должны быть приняты меры по его защите; в случае его падения вооружённые силы должны отступить за Луару и занять укреплённые позиции. Эту точку зрения поддержали Декрес, министр военно-морского флота, и Реньо де Сен-Жан д’Анжели; но глава полиции Фуше и остальные министры отметили, что безопасность государства зависит не от какой-либо конкретной меры, а от сословных палат (парламента) и их единства с главой правительства, и что если проявить к ним доверие и добрую волю, они будут вынуждены объявить своим долгом объединиться с Наполеоном в принятии энергичных мер для обеспечения достоинства и независимости нации.

### Политика Фуше

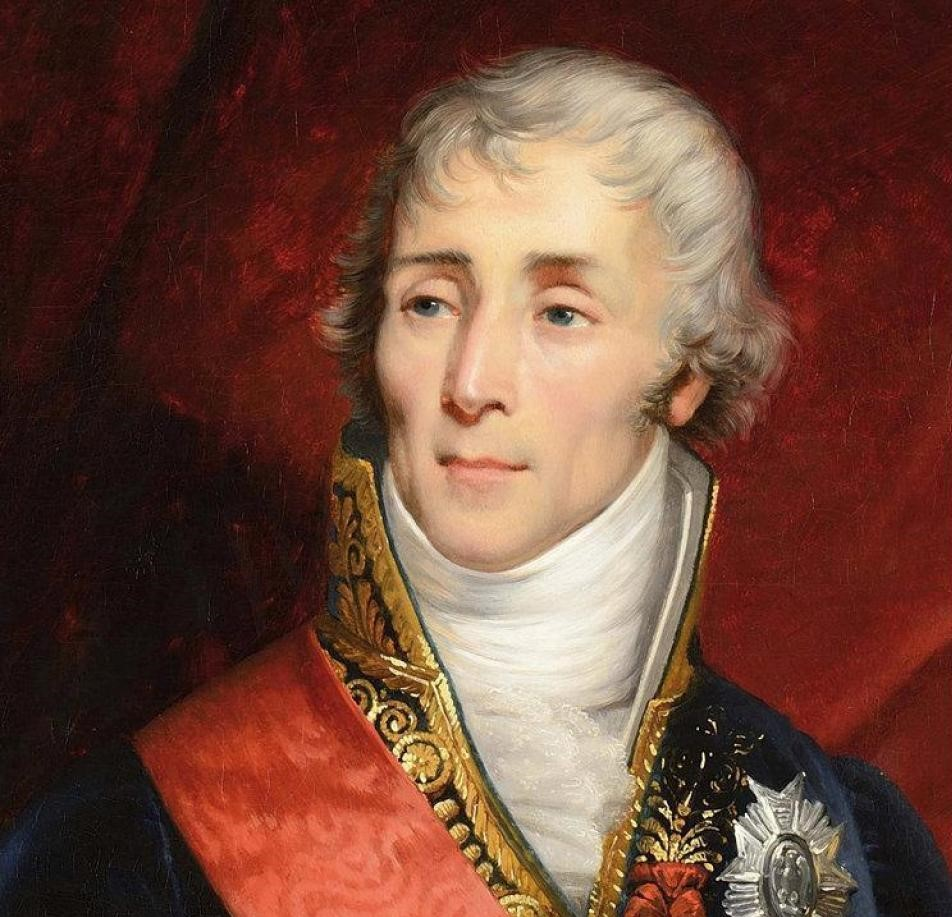
Жозеф Фуше

Впрочем, этот совет со стороны Фуше был искусным притворством. Он как никто другой знал настроения и взгляды различных фракций, а также характер и темперамент их лидеров. Он знал также, что крупные партии в палатах, за исключением сторонников империи, которые были в меньшинстве и которым он втайне обещал перспективу возведения на престол Наполеона II, были совершенно готовы свергнуть императора в пользу полной конституционной свободы и либеральных институтов. Эти знания, полученные с ловкостью и точностью, весьма свойственными этому знаменитому министру полиции, он полностью подчинил своим целям. С самого начала второго царствования Наполеона он заигрывал с фракциями таким образом, чтобы побудить каждую из них считать его незаменимым орудием в осуществлении своих надежд и оказывать это чрезвычайное влияние либо для поддержки, либо для подрыва власти Наполеона, в зависимости от того, будет ли удача на стороне последнего или нет. Решительная позиция союзников вскоре убедила его в том, что, хотя император мог бы ещё раз совершить какой-либо блестящий военный подвиг, он должен был в конце концов уступить твёрдой решимости других суверенных держав сокрушить его власть, а также той огромной массе войск, с которыми Европа готовилась покорить страну. Он поддерживал и продолжал поддерживать тайную связь с министрами и советниками Людовика XVIII и, следовательно, был полностью в курсе планов и намерений коалиционных держав.
Таким образом, когда предприятие Наполеона потерпело столь явный провал и повторная оккупация Парижа была неизбежна, Фуше ясно предвидел, что предполагаемая диктатура будет введена путём внезапного и насильственного роспуска палат, подразумевая, что недавние неудачи были вызваны предательством со стороны их депутатов, и что будет введена масса новых налогов в поддержку сил, которые ещё оставались в наличии; результатом этого неизбежно явились бы анархия и беспорядки в столице, беспорядки и бесчинства по всей стране, новые бедствия для нации, а также ужасные и бесполезные жертвы среди населения и военных. Чтобы предотвратить такую катастрофу (как представлял себе это Фуше), необходимо было усыпить подозрения Наполеона относительно намерений парламентариев, с которыми Фуше был полностью знаком. Поэтому, чтобы выиграть достаточно времени, Фуше и дал описанный выше совет.
Фуше решительно выразил своё неодобрение предполагаемого роспуска палат и установления диктатуры, заявив, что любые меры такого рода приведут лишь к недоверию и, что вполне вероятно, ко всеобщему восстанию. Но в то же самое время его агенты сообщали всему Парижу о бедствиях, постигших Наполеона и вызвавших его внезапное и неожиданное возвращение; и депутаты собирались в огромной спешке, чтобы сделать смелый и решительный шаг во время великого национального кризиса.
Совет министров продолжал дискуссию; одни поддерживали, другие не одобряли предложения Наполеона, который, наконец, уступив доводам Фуше и Карно, заявил, что готов покориться своему верному парламенту и обсудить с ними меры, которые необходимы в столь критическое для страны время.

## Решения Палаты представителей
Тем временем представители встретились рано утром 21 июня 1815 года и приступили к обсуждению существующего положения дел. Маркиз де Лафайет, признанный лидер Либеральной партии, получив сведения о предмете обсуждения в Совете и понимая, что нельзя терять ни минуты для предотвращения удара, который грозил их свободам, взошёл на трибуну и в полной тишине обратился к Палате:
Представители! Впервые за много лет вы слышите голос, который ещё узнают старые друзья свободы. Я хочу обратиться к вам по поводу опасностей, которым подвергается страна. Зловещие сообщения, распространявшиеся в течение последних двух дней, к сожалению, подтвердились. Сейчас самое время сплотиться вокруг национального флага — трёхцветного штандарта 1788 года — штандарта свободы, равенства и общественного порядка. Только вы можете теперь защитить страну от внешних нападок и внутренних раздоров. Только вы можете обеспечить независимость и честь Франции.

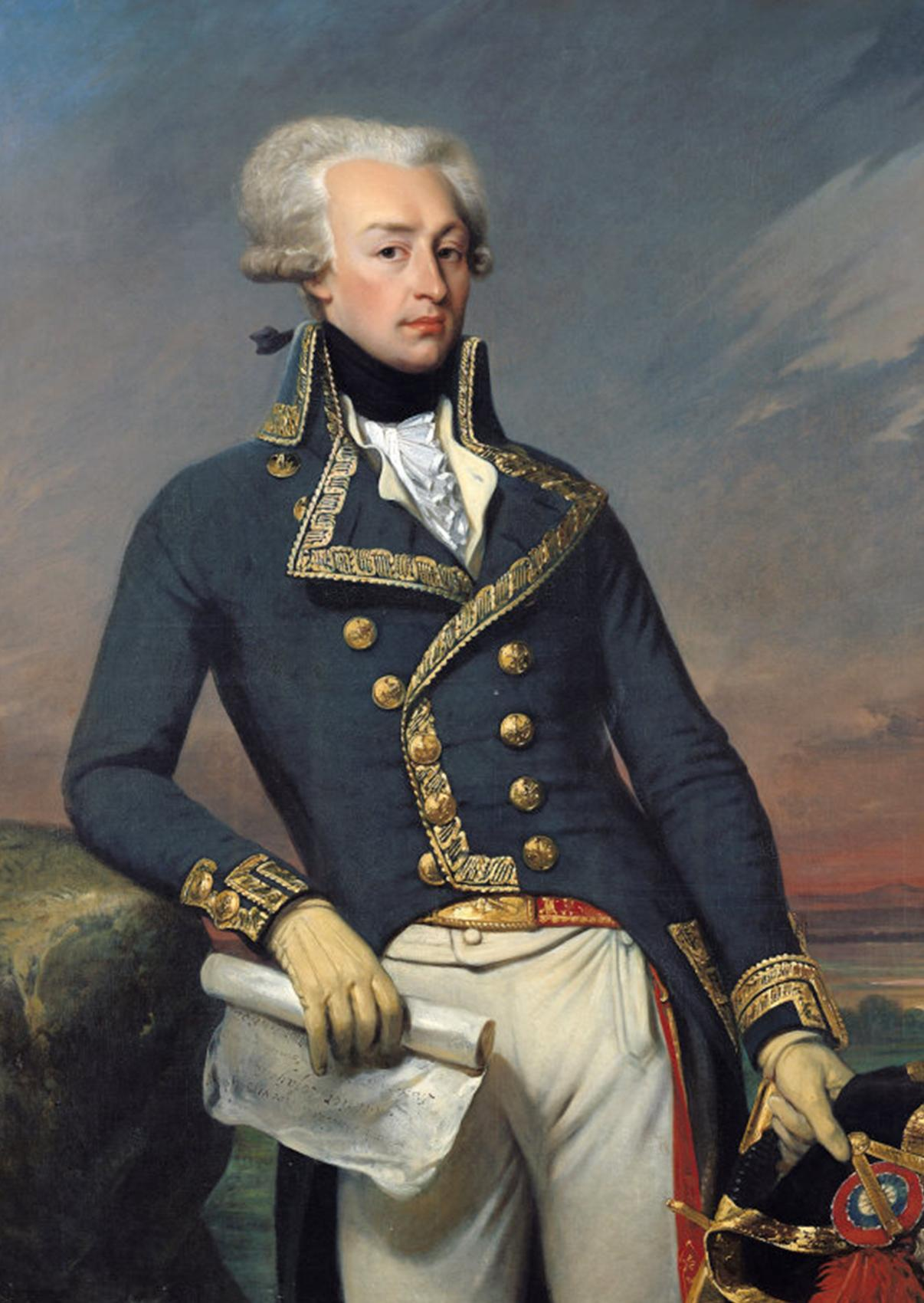
Марии Жозеф Поль Ив Рош Жильбер дю Мотье, маркиз де Лафайет

Позвольте ветерану священного дела свободы, во все времена чуждому духу фракционности, представить вам некоторые решения, которые, как ему кажется, требуют чувства общественной опасности и любви к нашей стране. Они таковы, что, я убежден, вы увидите необходимость их принятия:
- I. Палата депутатов заявляет, что независимость нации находится под угрозой.
- II. Палата заявляет своё заседание постоянным. Любая попытка его разогнать будет считаться государственной изменой. Всякий виновный в такой попытке будет считаться предателем своей страны, и с ним немедленно поступят соответствующим образом.
- III. Армия и Национальная гвардия, которые сражались и продолжают сражаться за свободу, независимость и территорию Франции, заслужили благодарность страны.
- IV. Министру внутренних дел предлагается собрать главных офицеров Парижской национальной гвардии, чтобы обговорить средства обеспечения её оружием и пополнения этого корпуса гражданами, чей испытанный патриотизм и рвение служат надёжной гарантией свободы, процветания и спокойствия столицы, а также неприкосновенности национальных представителей.
- V. Военному министру, министрам иностранных дел, полиции и внутренних дел предлагается немедленно явиться на заседания Палаты.

Никто не решился выступить против этих смелых постановлений; партия сторонников империи была застигнута врасплох. Её руководители отсутствовали, находясь вместе с Наполеоном, а остальные не имели мужества противостоять надвигающейся буре — и после короткого обсуждения, во время которого вновь прозвучали решительные призывы об их немедленном принятии, они были одобрены, за исключением четвёртого пункта, который был отложен из-за могущего вызвать зависть различия, которое он, казалось, подразумевал между линейными войсками и Национальной гвардией.
Затем они были переданы в палату пэров, где после короткого обсуждения были приняты без поправок.

## Послание Наполеона представителям
Поначалу Наполеон, которому доложили о решении Палат, был возмущён столь явным вмешательством в его безграничную власть и раздосадован своим просчётом, когда он разрешил созыв Палат. «Думаю, мне надо было разогнать их ещё до отъезда» (фр. J'avais bien, pensé, que j'aurais du congédier ces gens-là avant mon départ) — заметил он.
После некоторого раздумья Наполеон решил, по возможности, отложить решение вопроса о палатах. Он послал Реньо де Сен-Жан д’Анжели в Палату представителей (Реньо был её членом), чтобы успокоить царившее там раздражение и сообщить, что армия была близка к великой победе, когда недовольные подняли панику; что войска с тех пор сплотились; и что император поспешил в Париж, чтобы согласовать с министрами и палатами такие меры общественной безопасности, каких требовали обстоятельства. Карно было поручено сделать аналогичное сообщение Палате пэров.
Реньо тщетно пытался выполнить свою миссию. Однако представители потеряли всякое терпение и настаивали на том, чтобы министры предстали перед Палатой представителей. Последние, наконец, подчинились; Наполеон согласился, хотя и с большой неохотой, что это находится в рамках их полномочий. Однако он потребовал, чтобы их сопровождал его брат Люсьен Бонапарт в качестве чрезвычайного комиссара, назначенного отвечать на вопросы палаты.
В 18 часов вечера 21 июня Люсьен Бонапарт и министры появились в Палате представителей. Люсьен объявил, что он был послан туда Наполеоном в качестве чрезвычайного комиссара для согласования с собранием мер безопасности. Затем он передал в руки президента послание от своего брата. В нём содержалось краткое изложение бедствия, произошедшего при Мон-Сен-Жан, и рекомендовалось представителям объединиться с главой государства в деле спасения страны от судьбы Польши и от повторного наложения ярма, которое она сбросила. Он также заявлял, что желательно, чтобы обе палаты назначили комиссию из пяти членов для согласования с министрами мер, которые должны быть приняты для обеспечения общественной безопасности, и выработки позиции для мирных переговоров с коалиционными державами.
Это сообщение было воспринято далеко не благосклонно. Последовала бурная дискуссия, в ходе которой вскоре выяснилось, что представители требовали более ясного изложения мнений и замыслов Наполеона. Один из них многозначительно заметил, обращаясь к министрам:
Вы не хуже нас знаете, что Европа объявила войну только Наполеону. С этого момента отделите дела Наполеона от дел нации. По моему мнению, существует только один человек, который стоит на пути между нами и миром. Пусть он скажет своё слово, и страна будет спасена!
Несколько членов совета высказались в том же духе, и дискуссия продолжалась с большим оживлением, пока наконец не было решено, что в соответствии с условиями императорского послания должна быть назначена комиссия из пяти членов.

### Комиссия из пяти членов
21 июня комиссия из пяти членов, состоящая из президента и вице-президента Палаты представителей, должна была собрать, совместно с кабинетом и комитетом от Палаты пэров, полную информацию о состоянии дел во Франции и предложить соответствующие меры безопасности. Комитет состоял из Ланжюине (президента Палаты пэров), Лафайета, Дюпона де л’Эра, Фложерга и Поля Гренье.
В 20:30 Люсьен Бонапарт, в том же качестве чрезвычайного комиссара, предстал перед Палатой пэров. Выслушав его сообщение, Палата также назначила комитет, в состав которого вошли Буасси д’Англа и Тибодо, а также три генерала: Друо, Дежан и Андреосси.
В 23 часа того же вечера Лафайет обратился к 10 членам совместной комиссии и выдвинул два предложения: первое — об отречении Наполеона от престола, второе — о создании специальной комиссии для переговоров с коалицией союзников. Оба предложения были приняты, и члены комиссии согласились предоставить Наполеону один час для ответа на их ультиматум.
Наполеон, будучи полностью осведомлён о работе Палаты представителей и общем настрое депутатов, долго колебался, распустить ли собрание или отречься от императорской короны. Некоторые из его министров, понимая движение его мысли, уверяли его, что Палата слишком прочно овладела общественным мнением, чтобы подчиниться какому-либо насильственному coup d'état, и высказывали своё мнение, что промедление с отречением может в конце концов лишить его права отказаться от престола в пользу своего сына. Тем не менее он, по-видимому, решил отложить этот шаг до самого последнего момента, полагая, что тем временем может произойти какое-нибудь благоприятное событие, способное изменить нынешнее положение дел в Палате.

## Утро 22 июня
Представители вновь встретились в 09:30 на следующее утро 22 июня. Доклад комитета ожидали с крайним нетерпением. По прошествии двух часов депутаты пришли в крайнее возбуждение. Некоторые из них утверждали, что обстоятельства вынуждают их принять немедленные и решительные меры, не дожидаясь доклада.
Наконец, среди царившего волнения и суматохи неожиданно появился генерал Гренье, выбранный спикером комитета. Он заявил, что после пятичасового обсуждения комитет принял решение:
Безопасность страны требует, чтобы император дал согласие на назначение обеими палатами комиссии, уполномоченной вести прямые переговоры с державами коалиции, оговорив лишь, что они должны уважать национальную независимость, территориальную целостность и право каждого народа принимать такую конституцию, какую он сочтёт необходимой.

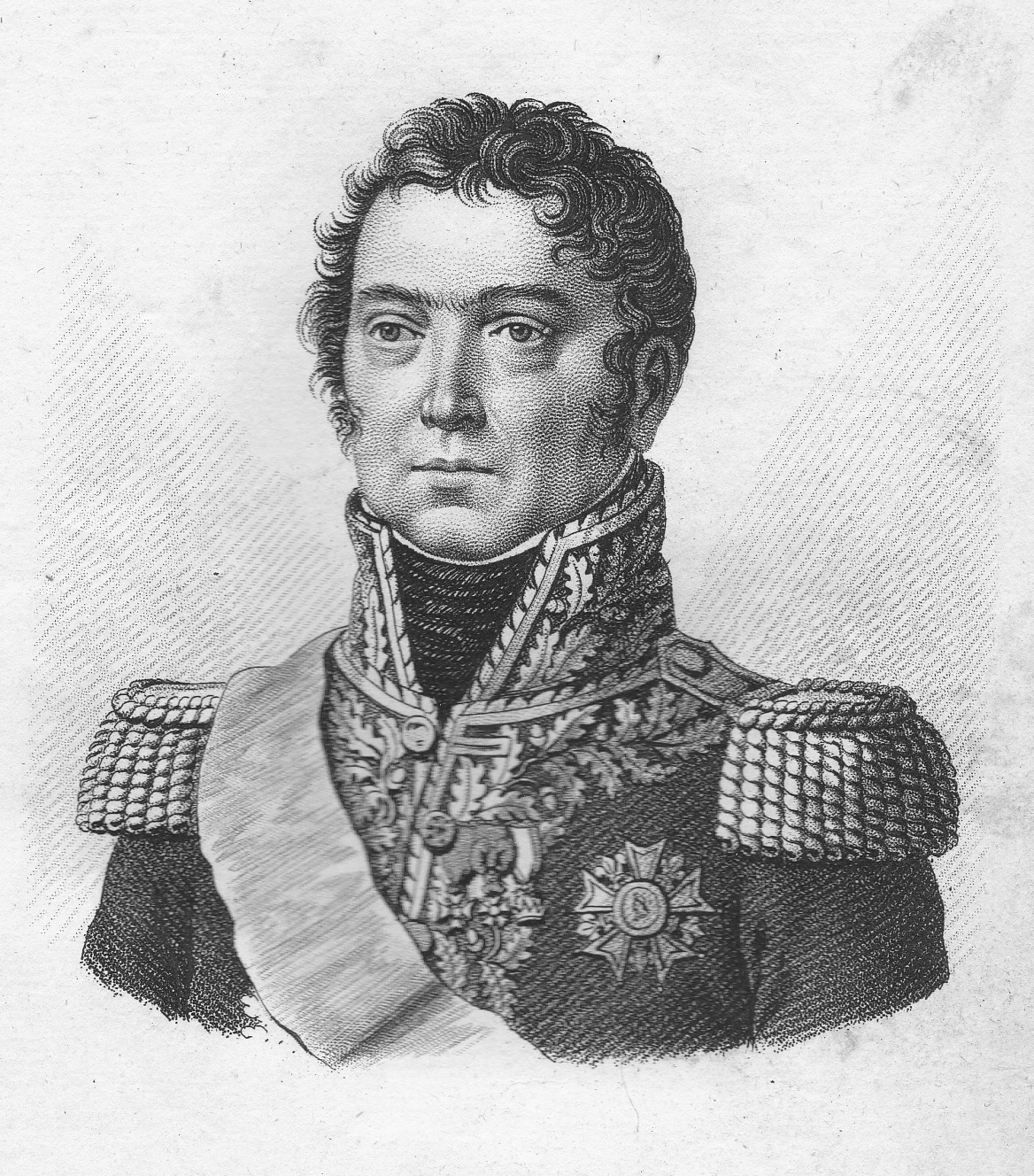
Генерал Поль Гренье

Это заявление вызвало общий ропот неодобрения. Но генерал Гренье, зная об ожиданиях Палаты, продолжал:
Этот пункт, господа, кажется мне недостаточным. Он не соответствует цели, которую поставила перед собой палата, потому что вполне возможно, что ваша депутация не будет принята. Поэтому я не стал бы настаивать на принятии этой меры, если бы у меня не было оснований полагать, что вы скоро получите послание, в котором император объявит о своей позиции: сначала следует испробовать предлагаемую меру, и если он [император] окажется непреодолимым препятствием для того, чтобы нашей нации было позволено сохранить свою независимость, он будет готов принести любую жертву, какую от него потребуют.
Это произвело в зале необычайное впечатление. Со стороны Наполеона это было воспринято как хитроумный замысел — создать отсрочку, предложив палатам процесс, который, как он прекрасно понимал, закончится неудачей, и воспользоваться первым благоприятным случаем, чтобы уничтожить их независимость и восстановить свою деспотию, — короче говоря, повторить восемнадцатое брюмера. Суматоха достигла своего накала. Многие члены комиссии яростно протестовали против этого доклада.
Наконец, один из них, представитель Изера, Антуан Луи Ипполит Дюшен, поднялся на трибуну и заговорил в энергичной и решительной манере:
Я не верю, что проект, предложенный комитетом, способен достичь желаемой цели. Масштаб наших бедствий нельзя отрицать: они достаточно доказаны присутствием главнокомандующего нашими войсками в столице. И если нет пределов энергии нации, то есть пределы доступным ей средствам. Палаты не могут предложить переговоры союзным державам. Переданные нам документы свидетельствуют о том, что они единодушно отказались от всех сделанных им предложений; и они объявили, что не будут иметь дела с французами, пока во главе их будет стоять император.
Дюшен был прерван президентом, который объявил, что послание императора, о котором говорил спикер, будет получено до трёх часов дня. Однако перерыв в самый важный момент дебатов возобновил беспорядки в зале. Некоторые восклицали: «Это продуманный план, чтобы заставить нас терять время!». Другие кричали: «Готовится какой-то заговор!», а большинство скандировало: «Продолжайте, продолжайте; среднего пути больше нет!».
Дюшен продолжал:
Необходимо, чтобы мы были уверены в том, что в развёртывании национальных военных сил мы найдём защиту, достаточную для того, чтобы поддержать наши переговоры и дать нам возможность успешно решить вопросы, касающиеся нашей чести и независимости. Может ли эта сила развернуться с достаточной быстротой? Не могут ли обстоятельства вновь привести победоносные армии к столице? Тогда под их покровительством вновь воскреснет древний род. («Никогда! никогда!» — воскликнули несколько голосов.) Я свободно выражаю своё мнение. Каковы могут быть последствия этих событий? У нас осталось только одно верное средство — заставить императора во имя безопасности государства, во имя священного имени страдающей страны объявить о своем отречении.
Едва было произнесено это слово, как все встали со своих мест, и среди поднявшегося шума послышались сотни голосов, восклицавших: «Поддерживаю! Поддерживаю!».
Когда, наконец, президенту удалось восстановить хоть какой-то порядок, он сказал:
Мы не сможем прийти ни к какому результату, если не умерим свой пыл. От решения этого дня зависит благополучие страны. Я умоляю зал подождать сообщения императора.
Предложение Дюшена было немедленно поддержано генералом Солиньяком: офицер, который в течение последних пяти лет подвергался самым жестоким унижениям, вызванным ненавистью, которую питал к нему Наполеон, вследствие его отказа быть рабским орудием его честолюбия; и поэтому Палате было крайне любопытно услышать, какой курс он собирается принять. Генерал Солиньяк сказал:
Я также разделяю беспокойство того, кто предшествовал мне на этой трибуне. Да! мы должны подумать о безопасности империи и о сохранении наших либеральных институтов; и хотя правительство склонно представить вам меры, которые направлены на достижение этой цели, представляется важным сохранить за Палатой честь не просить о том, что должно было бы быть добровольной уступкой монарха. Я предлагаю, чтобы была назначена депутация в составе пяти человек, которая направится к императору и сообщит Его Величеству о срочности его решения. Я надеюсь, что их доклад сразу же удовлетворит желание ассамблеи и нации.

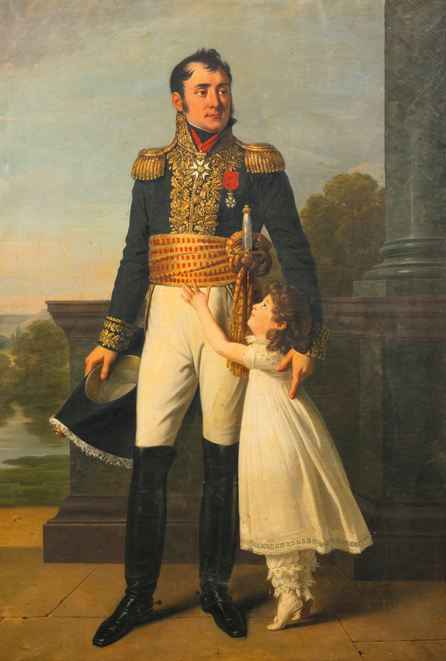
Генерал Жан-Батист Солиньяк

Это предложение было принято самым благосклонным образом, и председатель уже собирался поставить его на голосование, когда Солиньяк снова появился на трибуне:
Я хотел бы внести поправку в свое предложение. Несколько человек намекнули мне, что мы скоро узнаем о решении Его Величества. Поэтому я считаю необходимым подождать один час, чтобы получить послание, которое, по-видимому, будет адресовано палатам. Я предлагаю сделать перерыв на это время (эта часть его речи была встречена большим неодобрением со стороны зала). Господа! Мы все хотим спасти нашу страну; но разве мы не можем примирить это единодушное мнение с похвальным желанием, чтобы Палата сохранила честь главы государства? (Крики «Да! Да!») Если бы я попросил подождать до сегодняшнего вечера или до завтрашнего дня, здесь могли бы быть какие-то возражения — но только один час.
Эта речь была встречена криками «Да! Да! Голосование!». Затем вошёл маршал Даву, прочитал выдержку из депеши маршала Сульта и сделал заключение, что положение серьёзное, но не безнадёжное, добавив, что:
замедление распространения упаднических настроений среди национальных гвардейцев и солдат линейной армии ещё может спасти страну.
Один из членов комитета спросил, так ли это в свете сообщений о том, что коалиционные силы проникли до самого Лана? Даву отрицал этот факт и повторил, что, по его экспертному мнению, военная ситуация не безнадёжна. Вскоре после завершения его выступления в 11:00 заседание Палаты было закрыто.

## Полдень 22 июня. Отречение
Тем временем Реньо де Сен-Жан д’Анжели ознакомил Наполеона с положением дел в Палате представителей и поспешил предупредить его, что если он немедленно не отречётся от престола, то, по всей вероятности, будет объявлено о его низложении.
Наполеон пришёл в ярость при мысли об этом и заявил:
Раз так, я вообще не отрекусь от престола. Эта Палата состоит из кучки якобинцев, фантазёров и интриганов, которые ищут беспорядка. Я должен был разоблачить их перед народом и разогнать. Потерянное время ещё можно наверстать.
Однако Реньо самым решительным образом убеждал его уступить обстоятельствам и повторить благородную и великодушную жертву, принесённую им в 1814 году. Он заверил императора, что если тот не предпримет этого шага, то палата и даже весь народ обвинят его в том, что он из одних только личных соображений помешал достижению мира.
Затем было объявлено о приходе Солиньяка и других членов Палаты представителей. Они смело заявили Наполеону, что у него нет иного пути, кроме как подчиниться желанию представителей нации. Солиньяк описал ему сцену, разыгравшуюся в Палате представителей, и трудности, с которыми он столкнулся, заставив её приостановить хотя бы на час своё решение, которое, если бы не перспектива добровольного отречения, навлекло бы на него позор низложения. Даже его братья, Люсьен и Жозеф, теперь высказали своё мнение, что момент для сопротивления упущен.
Когда приступ ярости, вызванный этими словами, утих, Наполеон объявил о решении отречься от престола в пользу своего сына; и, желая, чтобы его брат Люсьен взял перо, он продиктовал ему декларацию об отречении в пользу своего сына под титулом Наполеона II, императора французов:
Французы!

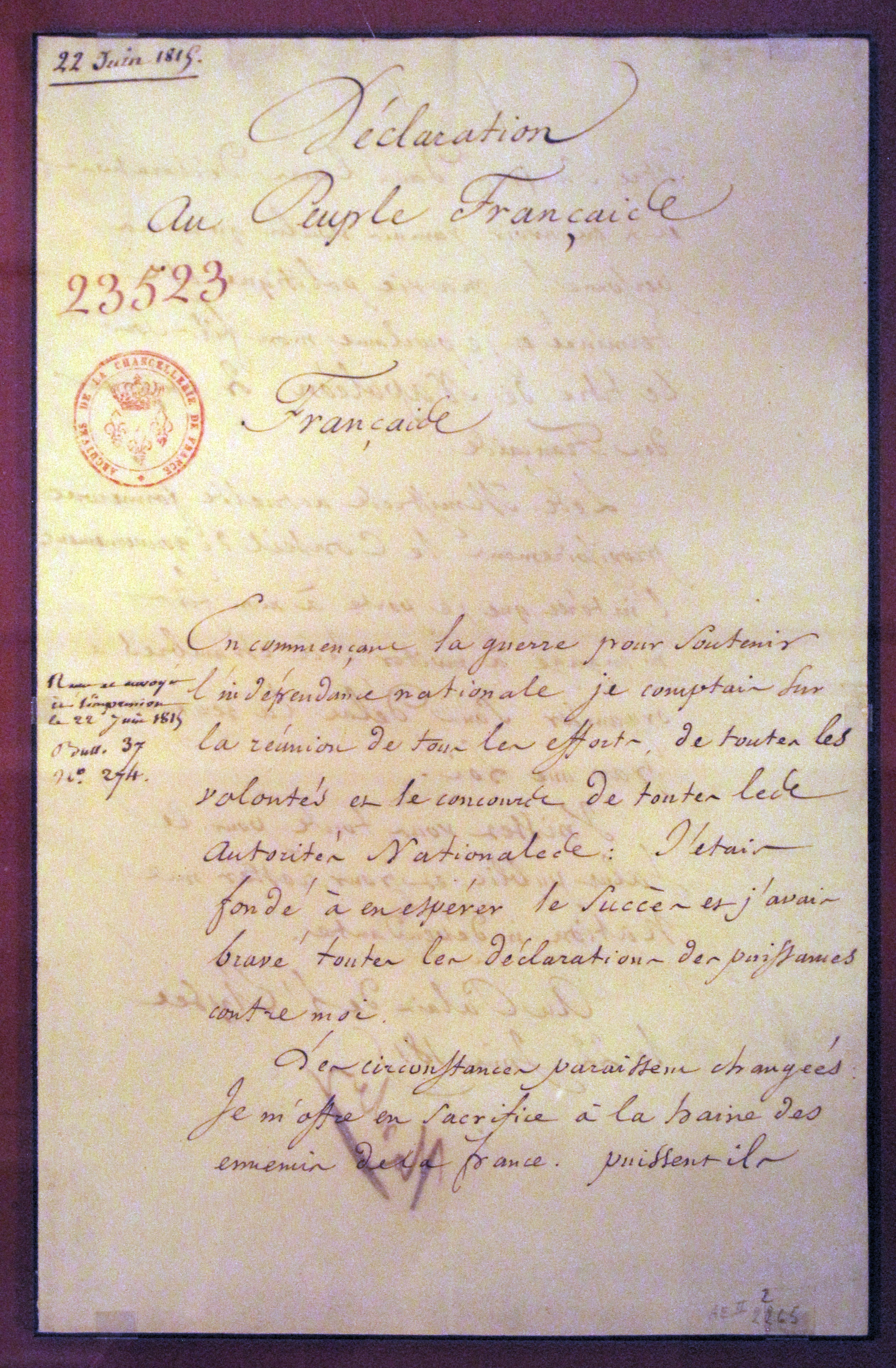
Декларация об отречении Наполеона

Начав войну для сохранения национальной независимости, я рассчитывал на объединение всех усилий, всех желаний и на содействие всех авторитетов нации. Я имел основание надеяться на успех и не придавал значения всем направленным против меня декларациям правительства.
Обстоятельства кажутся изменившимися. Я приношу себя в жертву ненависти врагов Франции. Могут ли они быть искренними, заявляя, что им всегда нужна была только моя личность! Моя политическая жизнь закончилась, и я провозглашаю моего сына как Наполеона II императором французов.
Министры настоящего времени образуют временно государственный совет. Забота о моем сыне побуждает меня предложить палатам учредить без промедления в законодательном порядке регентство.
Объединитесь же все для общественного спасения и сохранения национальной независимости.

(Подпись) Наполеон.
Заседание Палаты представителей возобновилось в полдень, а в 13:00 Фуше, Коленкур, Даву и Карно принесли заявление, и президент зачитал его. Оно было выслушано всеми в почтительном молчании, и с большим облегчением теми членами оппозиции, которые опасались в последнюю минуту государственного переворота.
Если принять во внимание, что бо́льшая часть линейной армии всё ещё была верна Наполеону; что сплочённая армия Севера отступала к Парижу, где она могла сосредоточиться и пополнить запасы из полковых складов; и что армии на восточной границе всё ещё удерживали свои позиции, — если вдобавок ко всему этому рассмотреть, сколь велико, сколь необычайно было влияние престижа Наполеона на большинство нации, ослеплённой бесчисленными победами, которые перевесили, по её оценке, те роковые бедствия, которые она приписывала исключительно объединённой мощи великой европейской коалиции, созданной против Франции, — британский историк Уильям Сиборн считал, что нельзя не быть поражённым твёрдой, смелой и решительной позицией французского парламента в этот критический момент; что он продемонстрировал один из самых ярких примеров силы конституционного законодательства, который когда-либо видел мир; и при всех сопутствующих обстоятельствах это был замечательный триумф свободных институтов над монархическим деспотизмом.

## Выбор уполномоченных представителей правительства
Как только были соблюдены все формальности, связанные с отречением Наполеона, Палата представителей принялась обсуждать, что делать дальше. Одни поддерживали регентское правительство при Наполеоне II, другие республику, и хотя большинство выступало против реставрации Людовика XVIII, они понимали, что им придётся идти на компромисс с коалиционными державами, но не хотели спровоцировать государственный переворот со стороны армии, которая всё ещё симпатизировала Наполеону. Палата отклонила предложение объявить себя национальным или учредительным собранием на том основании, что такая мера была бы узурпацией власти и уничтожением конституции, по которой они действовали. Поэтому палата решила избрать правительственную комиссию для утверждения нового правительства в соответствии с конституцией, и решила не вступать самостоятельно в контакт с коалиционными силами, а позволить это сделать новому исполнительному органу правительства.
В первом туре голосования за членов правительства присутствовали пятьсот одиннадцать членов:
- Лазар Карно получил 304 голоса;
- Жозеф Фуше получил 293 голоса;
- Генерал Поль Гренье получил 204 голоса;
- Генерал Жильбер Лафайет получил 142 голоса[i];
- Маршал Жак Макдональд получил 137 голосов;
- Пьер-Франсуа Фложерг получил 46 голосов;
- Шарль Ламбрехтс получил 42 голоса.

В результате Карно и Фуше были объявлены двумя из трёх членов комиссии. Во время второго тура голосования было внесено предложение сделать заседание постоянным. Гренье был избран третьим членом комиссии с 350 голосами; затем заседание было отложено до 11:00 следующего утра.
Палата пэров собралась около 13:30, и Карно зачитал заявление об отречении. Оно было выслушано спокойно, но когда граф затем доложил о состоянии армии, состоялся жаркий спор с маршалом Неем, заявившим, что:
Маршал Груши́ и герцог Далматский не могут собрать шестьдесят тысяч человек. Такое войско нельзя свести воедино на северной границе. Маршал Груши́, со своей стороны, смог собрать только семь из восьми тысяч человек. Герцог Далматский не смог оказать никакого сопротивления в Рокруа. У вас нет другого способа спасти свою страну, кроме переговоров.
Пэры были проинформированы о решении Палаты представителей. Принц Люсьен и другие бонапартисты напомнили, что Наполеон отрёкся от престола в пользу своего сына, и если его сын не будет признан, то отречение можно считать недействительным. Палата решила не поддерживать бонапартистов и согласилась направить двух своих членов в качестве уполномоченных членов правительства. В первом туре голосования Коленкур был избран 51 голосом, а во втором туре Никола Мари Кинетт, барон Кинетт, набрал 48 голосов и был назначен пятым членом комиссии. Наконец, 23 июня в 2:30 ночи заседание палаты было закрыто.

## Формирование Временного правительства, 23 июня
Утром 23 июня члены комиссии назначили Жозефа Фуше своим председателем. Маршал Андре Массена, принц Эсслинг, был назначен главнокомандующим Парижской Национальной гвардией, граф Андреосси командующим первой военной дивизией, а граф Друо командующим Императорской гвардией. Барон Биньон был временно избран министром иностранных дел, Лазар Карно министром внутренних дел, а граф Пеле де ла Лозер министром полиции.
Тем же вечером были назначены полномочные представители для ведения от имени нации переговоров с европейскими державами о мире, который эти державы обещали им на условии, ныне выполненном (что Наполеон Бонапарт больше не должен признаваться французским правительством императором Франции — однако, как указал во время жарких дебатов член Палаты представителей Жан Бигонне, коалиция была готова с оружием в руках обеспечить выполнение Парижского договора 1814 года, в соответствии с которым Наполеон и его семья были исключены из списка претендентов на трон). Представителями, посланными для переговоров с союзниками, были Лафайет, Себастьяни, д’Арженсон, граф Лафоре и граф Понтекулан, а также Бенжамен Констан в качестве секретаря; они покинули Париж вечером 24 июня.
Вечером 23 июня, после бурного обсуждения в обеих палатах вопроса о признании Наполеона II, было сформировано Временное правительство, которое состояло из пяти человек, двое из которых были назначены Палатой пэров, а трое — Палатой представителей:
- Жозеф Фуше, герцог Отрантский, министр полиции;
- Арман Коленкур, герцог Виченцы, министр иностранных дел;
- Лазар Карно, министр внутренних дел;
- Генерал Поль Гренье;
- Никола Кинетт.

## Парижская прокламация Временного правительства, 24 июня
24 июня Временное правительство издало прокламацию о том, что Наполеон отрекается от престола ради «мира [во Франции] и во всём мире» в пользу своего сына Наполеона II.

## Наполеон отбывает из Парижа в усадьбу Мальмезон, 25 июня

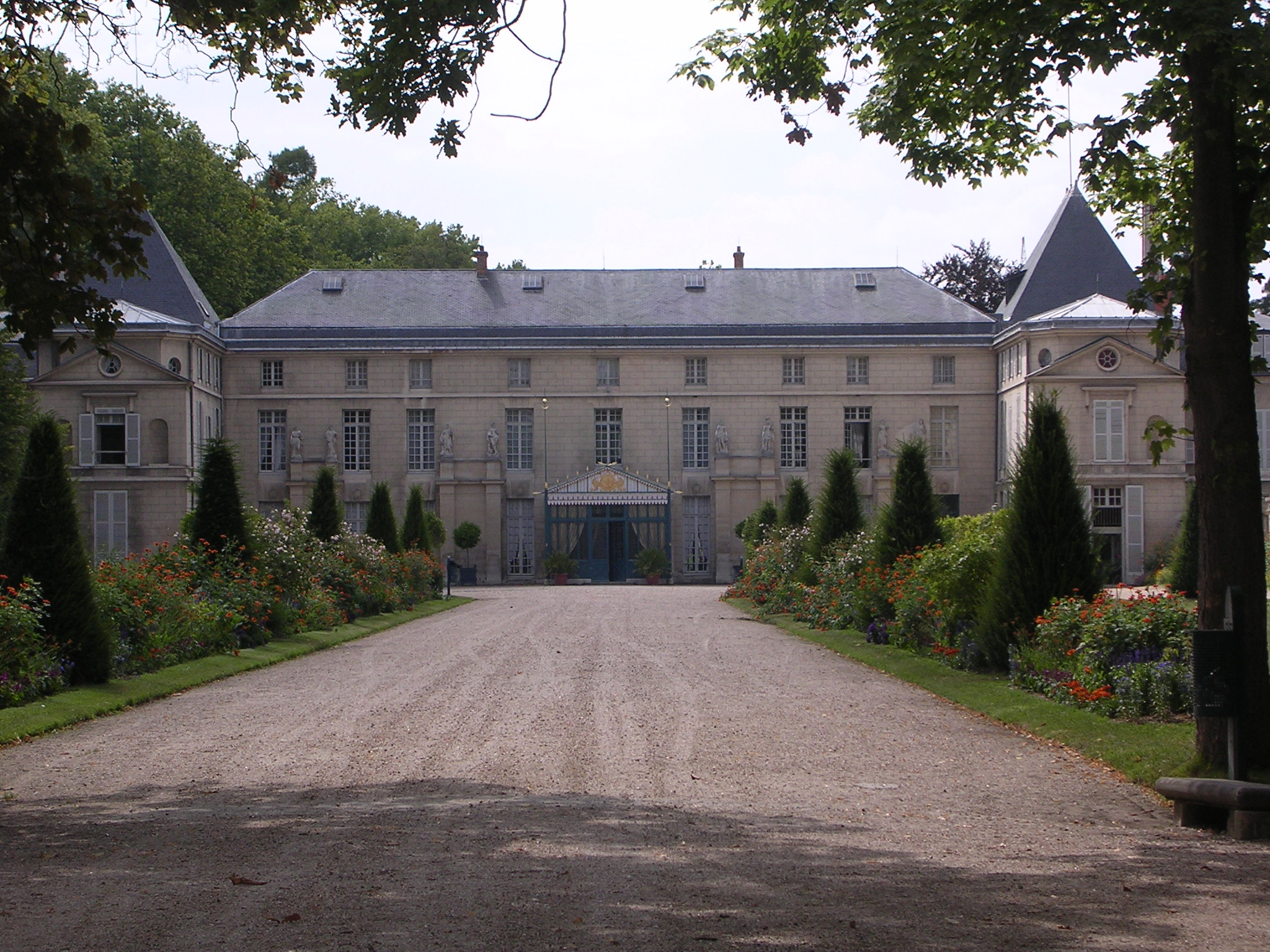
Мальмезон

25 июня Наполеон покинул столицу и уехал в усадьбу Мальмезон (в 15 километрах к востоку от центра Парижа). Оттуда он издал обращение к армии, в котором призвал солдат продолжать сражаться.

## Низложение Наполеона II, 26 июня
26 июня правительство направило палатам бюллетень, в котором подтверждалось благоприятное положение дел в армии и заверялось, что дела обстоят более благоприятно, чем можно было ожидать вначале; что они не будут ни преувеличивать, ни скрывать опасности и во всех чрезвычайных ситуациях будут верны своей стране. В тот же день правительство опубликовало публичную прокламацию, в которой объяснялось, что закон должен действовать «от имени французского народа», а не от имени Наполеона II, и таким образом, после трёхдневного правления место Наполеона II занял французский народ.

## Наполеон отбывает из Мальмезона в Америку, 29 июня
Чтобы облегчить его отъезд из страны, Временное правительство обратилось с просьбой предоставить Наполеону и его семье паспорт и гарантии безопасности, чтобы они могли переехать в Соединенные Штаты Америки. Блюхер проигнорировал эту просьбу, а Веллингтон сослался на свою ноту от 26 июня о предполагаемом приостановлении военных действий и заявил, что в отношении паспорта для Наполеона он не имеет полномочий ни от своего правительства, ни от союзников дать какой-либо ответ на такое требование.
Уполномоченные, назначенные правительством для сообщения своих пожеланий Наполеону, уже не колебались в организации его отъезда. Министр морских дел и граф Буле возвратились в его резиденцию и объяснили ему, что Веллингтон и Блюхер отказались предоставить ему какие-либо гарантии или паспорт, и что теперь ему остается только немедленно уехать.
Находясь в Мальмезоне, Наполеон едва избежал попадания в руки пруссаков. Блюхер, узнав, что он находится там, 28 июня послал майора фон Коломба с 8-м гусарским полком и двумя батальонами пехоты охранять мост в Шату, ниже по течению Сены, ведущий прямо к дому. К счастью для Наполеона, маршал Даву, узнав, что пруссаки приближаются к столице, приказал генералу Бекеру разрушить мост. Поэтому майор фон Коломб был крайне разочарован, обнаружив отсутствие моста в месте, находящемся менее чем в километре от усадьбы, в которой Наполеон всё ещё находился во время прибытия пруссаков.
Наполеон наконец покорился судьбе, и, когда приготовления к путешествию были закончены, сел в свой экипаж около 17 часов 29 июня в сопровождении генералов Бертрана, Гурго и других преданных друзей, и отправился в Рошфор, куда были направлены два французских фрегата для отправки его самого и его свиты в Америку.

## Пленение англичанами, 10 июля

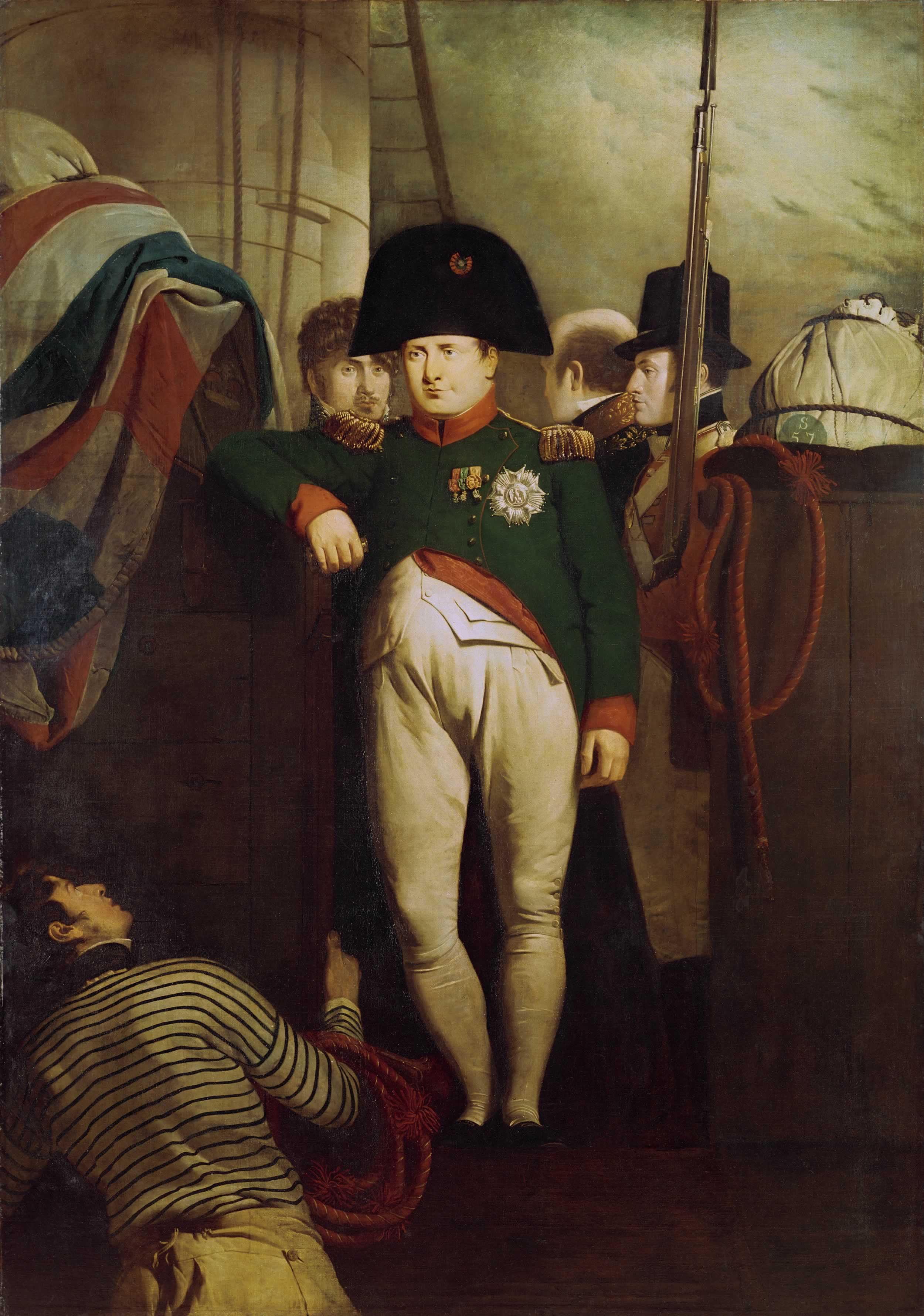
Наполеон на «Беллерофоне» в Плимуте. Сэр Чарльз Локк Истлейк, 1815 год. Истлейк отправился на гребной лодке к «Беллерофону», чтобы сделать наброски, с которых он позже написал этот портрет.

Как было условлено на конвенции Сен-Клу, 3 июля французская армия под командованием маршала Даву покинула Париж и продолжила свой путь к Луаре. 7 июля обе коалиционные армии вошли в Париж. Палата пэров, получив от Временного правительства уведомление о ходе событий, прекратила свои заседания; Палата представителей протестовала, но тщетно. Их президент (Ланжюине) сложил с себя полномочия, и на следующий день двери были закрыты, а подходы охранялись иностранными войсками.
8 июля французский король Людовик XVIII торжественно въехал в столицу под одобрительные возгласы народа и вновь занял трон. Кроме того, 8 июля Наполеон Бонапарт сел в Рошфоре на борт французского фрегата Saale и в сопровождении фрегата Méduse, на котором находилась его небольшая свита, отправился на якорную стоянку в Баскском рейде у острова Иль-д’Экс с намерением отплыть в Америку.
10 июля ветер стал благоприятным, но появился британский флот; и Наполеон, видя невозможность ускользнуть от его крейсеров, решил, предварительно связавшись с капитаном Фредериком Льюисом Мейтлендом, поместить себя под его защиту на борту HMS Bellerophon, куда прибыл 15 июля. На следующий день капитан Мейтленд отплыл в Англию и 24 июля прибыл в Торбей со своим знаменитым подопечным. Несмотря на его протесты, Наполеону не было разрешено высадиться в Англии; британское правительство решило отправить его на остров Святой Елены, и он был переведён на HMS Northumberland, линейный корабль 3 ранга под командованием контр-адмирала сэра Джорджа Коберна, на котором он отправился в своё заключение на отдалённом острове в Южной Атлантике. Наполеон оставался пленником на острове Святой Елены до самой своей смерти в 1821 году.

### Комментарии
1. ↑  Новости о проигранной битве достигли Парижа примерно за два часа до возвращения Наполеона; сразу же после их прибытия в доме де Констана было устроено совещание. Когда принимали резолюцию о том, что Император должен отречься от престола, в разгар дебатов кто-то вошёл в зал и объявил, что Наполеон в Париже. В одно мгновение мистер де Констант остался один: совещатели рассыпались в разные стороны, как пузыри на воде, или лягушки, удирающие прочь от брошенного в них камня (Hobhouse 1817, С. 133).
2. ↑  В течение Ста дней возвращения Наполеона в 1815 году, согласно условиям дополнительного акта к конституции империи, Палата депутатов (фр. Chambre des députés) была ненадолго заменена Палатой представителей (фр. Chambre des représentants). Многие источники игнорируют это изменение названия и называют Палату представителей Палатой депутатов, а её членов депутатами вместо представителей. Строго говоря, députés переводится как «делегаты», но это слово, как правило, (ошибочно) переводится как этимологически родственное «депутаты».
3. ↑  В некоторых источниках «джентльмены» или «господа».
4. ↑  Некоторые источники заменяют это предложение фразой «Страна в опасности, и только вы можете спасти её».
5. ↑  Некоторые источники заменяют эти два предложения словами: «Позвольте ветерану священного дела свободы, чуждому духу фракционности, представить вам некоторые резолюции, которые вызваны опасностью нынешнего кризиса. Я уверен, что вы почувствуете необходимость принять их»
6. ↑  Некоторые источники не включают слово «депутатов».
7. ↑  В некоторых источниках говорится: «Всякий виновный в такой попытке будет считаться предателем своей страны и осуждён как таковой».
8. ↑  Во Франции в то время эту битву называли «битвой при Мон-Сен-Жан», по названию близлежащей деревни (которая находилась ближе к полю боя, чем Ватерлоо), тогда как в Британии использовалось название из официального заявления герцога Веллингтона о битве при Ватерлоо, которое и вошло в историю.
9. ↑  Оглядываясь назад, кажется, что Палата представителей совершила ошибку, если она хотела выступить против реставрации Бурбонов. Она должна была поддержать Лафайета и его партию. Действительно, 22 июня в 15:00 Палата представителей с нетерпением ждала Лафайета, но к 17:00 мнения её членов изменилось, и они решили создать комиссию по цареубийству как наилучшую защиту от Бурбонов. Поэтому в этот критический момент бразды правления были доверены Фуше, а Лафайет был послан в Хагенау, откуда он вернулся только после капитуляции Парижа; в противном случае, как полагают некоторые, он призвал бы федератов и Национальную гвардию выступить против безоговорочного возвращения Людовика XVIII[33].
10. ↑  С принятием этого предложения палата порвала с позицией бывшего императора[34].
11. ↑  Наполеон дважды ходатайствовал о разрешении поселиться в Англии[46]